# راي باول (لاعب كرة قاعدة)
راي باول (بالإنجليزية: Ray Powell)‏ هو لاعب كرة قاعدة أمريكي، ولد في 20 نوفمبر 1888 في سايلوم سبرينغز في الولايات المتحدة، وتوفي في 16 أكتوبر 1962 في تشيليكوث في الولايات المتحدة.

## وصلات خارجية
- راي باول على موقعبيزبول رفرنس.كوم (الدوري الرئيسي) (الإنجليزية)
- راي باول على موقعبيزبول رفرنس.كوم (الدوري الثانوي) (الإنجليزية)